# Crows (манґа)
Crows (яп. クローズ, Kurōzu, укр. Ворони) — японська серія манґи про старшокласників-хуліганів, написана та проілюстрована Хіросі Такахасі. Вона має те саме місце дії, а також поділяє деяких персонажів з пізнішими манґами Такахасі QP та Worst.
У 1994 році компанія Knack Productions адаптувала серіал у двох епізодах OVA, які охоплювали перші три томи манги. Це надихнуло на створення трьох ігрових фільмів у 2007, 2009 та 2014 роках. Фільми не є прямими адаптаціями, але події розгортаються до подій манги. Кілька персонажів з манги з'являються у фільмах, окрім головного героя Боя.
Такахасі написав однотомну додаткову історію під назвою Crows Gaiden: Katagiri Ken Monogatari, яка була опублікована в 2014 році. У 2018 році була опублікувана триб'ют-манга під назвою «Crows Respect», написана різними авторами. У 2017 році в Monthly Shonen Champion було випущено два спін-офи манги. Перший під назвою «Crows: Explode», написаний Косуке Мукаї, Рікією Мідзусіма та Такасі Хасеґавою та проілюстрований Тацуєю Канда, почався 6 жовтня; закінчився 6 жовтня 2020 року. Другий, Crows Gaiden: Housenka — The Beginning of Housen від Сюхея Сайто, про початок Академії Хосен, розпочався 6 листопада.
У 1997 році була випущена гра для Sega Saturn під назвою Crows: The Battle Action, яка була розроблена та опублікована Athena.
Пригодницька відеогра від Bandai Namco Games для PlayStation 4 під назвою Crows: Burning Edge була випущена 27 жовтня 2016 року. За перший тиждень випуску було продано 9 574 копій.

## Сюжет
Історія починається, коли Харуміті Боя переходить на другий рік до старшої школи Судзуран. Судзуран сумно відома своїми учнями-хуліганами, яких прозвали «воронами» через їхню темну форму та недобрий характер. Досить швидко Боя знайомиться з групою Хіромі Кірісіми, яка намагається кинути виклик босу школи Хідето Бандо. Відтоді історія розповідає про подвиги учнів Судзурану та підлітків-хуліганів з різних навколишніх шкіл і банд.

## Персонажі

### Судзуран
Харуміті Боя (яп. 坊屋 春道)
Головний герой. Його відданість друзям і зухвалий характер часто призводять до конфліктів, але в іншому він ледачий і розслаблений, і відкидає будь-яку роль лідера.
Ясуо Ясуда (яп. 安田 泰男) / Ясу
Ясу маленький і худорлявий, що робить його легкою мішенню для хуліганів. Він стає найближчим другом і правою рукою Боя.
Футосі Акуцу (яп. 亜久津 太) / Аттян
Акуцу знущається над Ясу, коли той вперше перетинається з Боєю, який швидко дає йому урок. Незважаючи на те, що він дещо боягузливий, він стає по-своєму відданим Бою.
Хіромі Кірісіма (яп. 桐島 ヒロミ)
Лідер групи, до якої входили Мако та Пон. Після першого зіткнення з Боєю він об'єднався з ним для боротьби проти Бандо. Також з'являється в манзі QP.
Макото Суґіхара (яп. 杉原 誠) / Мако
Один з найсильніших бійців Судзурану. Встиг знайти собі дівчину, на превеликий жаль для Боя. Кинув школу на останньому класі.
Тосіякі Хондзьо (яп. 本城 俊明) / Пон
Запальний хлопець, який зазвичай носить маску на обличчі після того, як зламав два передні зуби під час аварії на велосипеді.
Хідето Бандо (яп. 阪東 秀人)
Безжалісний бос Судзурану, коли прибув Боя, і член банди «Фронту озброєння». Також з'являється в манзі QP.
Меґумі Хаясіда (яп. 林田 恵) / Ріндаман
Студент третього курсу і похмурий одинак, який був єдиним у Судзурані, хто міг протистояти Бою в бійці. Однак він не цікавиться бандами.
Сабуро Ханадзава (яп. 花澤 三郎) / Дзеттон
Колишній учень молодших класів середньої школи Боя, який вступив до Судзурану у перший клас, коли Боя був у третьому класі. Його прізвисько походить від кайдзю з телесеріалу Ультрамен.

## OVA
Кінцевою темою для першого епізоду є «Totsuzen, Natsu no Arashi no Youni» від THE STREET BEATS, а для другого — «Outsider» від THE STREET BEATS.
| № серії | Назва серії                                                                                                   | Оригінальна дата показу |
| ------- | --- | ----------------------- |
| 1       | «Crows» Транслітерація: «Kurouzu» (яп. クローズ)                                                              | 28 січня 1994           |
| 2       | «High-School Fighting Legend Crows 2» Транслітерація: «Koukou Butouden Kurouzu 2» (яп. 高校武闘伝 クローズ 2) | 24 червня 1994          |